# فولهام برودوي (محطة مترو أنفاق لندن)
فولهام برودوي (بالإنجليزية: Fulham Broadway)‏ هي إحدى محطات مترو أنفاق لندن. تقع على خط ديستريكت أفتتحت في المنطقة (Zone) رقم 2 أفتتحت في 22 فبراير 1905. 